# Witalij Łytwynenko
Witalij Iwanowycz Łytwynenko (ukr. Віталій Іванович Литвиненко; ur. 14 marca 1970 w Charkowie) – ukraiński hokeista, reprezentant Ukrainy, olimpijczyk. Trener hokejowy.

## Kariera zawodnicza

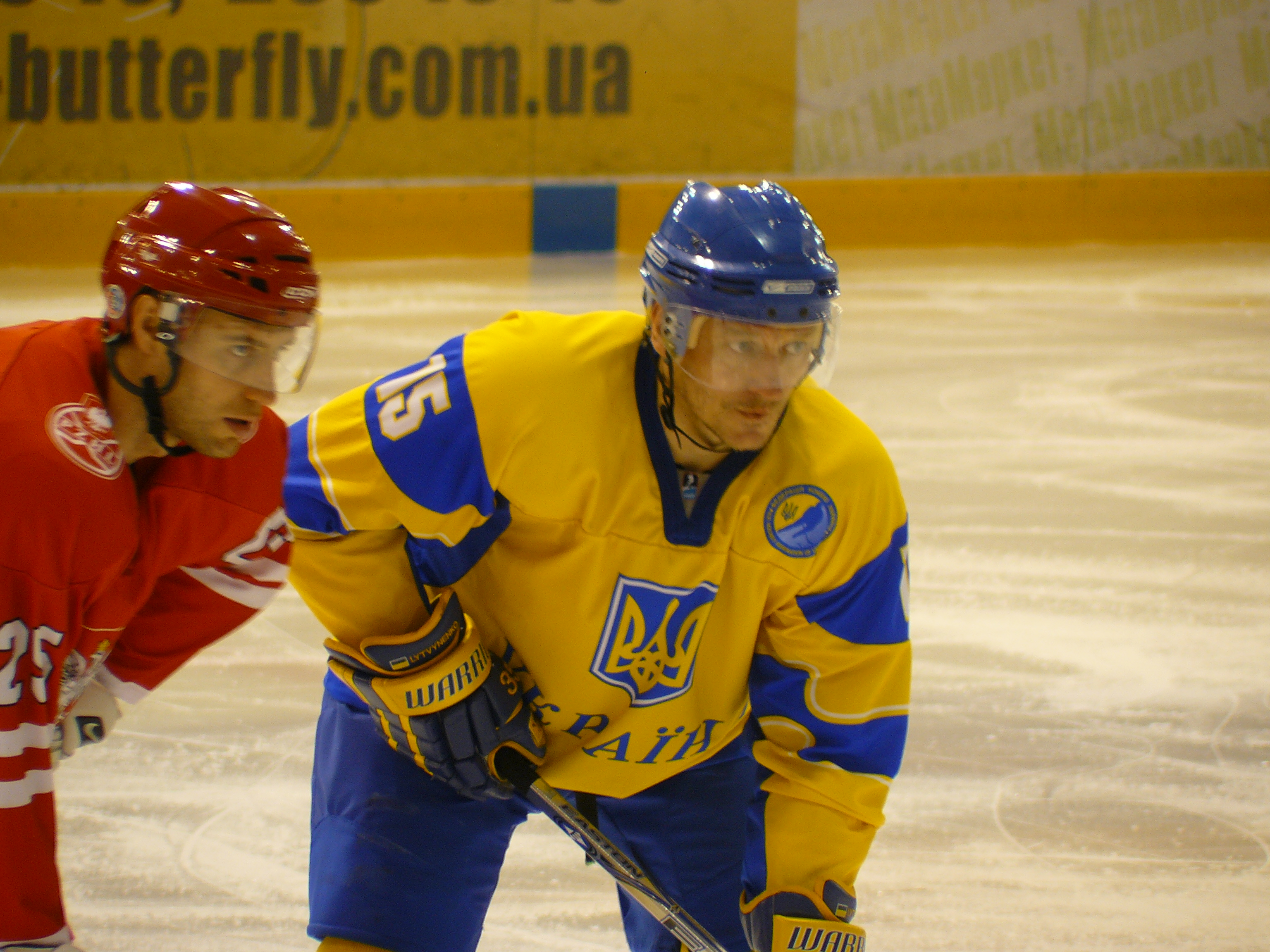
Witalij Łytwynenko (z prawej) podczas meczu towarzyskiego Ukraina-Polska (10 kwietnia 2010). Obok Marcin Jaros

- Dynamo Charków (1987-1992)
- Sokił Kijów (1992-1995)
- Torpedo Jarosław (1995-2001)
- Łada Togliatti (2001-2002)
- Torpedo Niżny Nowogród (2002-2004)
- Sokił Kijów (2004-2006)
- HK Homel (2006-2007)
- Sokił Kijów (2007-2012)
- Biłyj Bars Biała Cerkiew (2012-2013)
- Kompańjon Kijów (2013-2014)
- Wytiaź Charków (2014-2015)

Wychowanek Dynama Charków. Występował w lidze ukraińskiej rosyjskiej, białoruskiej. W barwach drużyny Wytiaź Charków brał udział w Mistrzostwach Ukrainy w hokeju na lodzie 2015 i w tym czasie obchodził 45. urodziny.
Uczestniczył w turniejach mistrzostw świata 1993, 1994, 1995 (Grupa C), 1998 (Grupa B), 1999, 2000, 2001, 2003, 2004, 2005, 2006 (Grupa A / Elita), 2008, 2009 (Dywizja I). Został najskuteczniejszym reprezentantem kraju zdobywając w meczach kadry narodowej 108 punktów.

## Kariera trenerska
Latem 2015 został trenerem zespołów w Charkowie, Awanhardu i Wytiazia. Ustąpił z funkcji trenera Wytiazia w listopadzie 2016. We wrześniu 2017 został asystentem trenerskim w klubie Biłyj Bars Biała Cerkiew.

## Sukcesy
Reprezentacyjne
- Awans do Elity mistrzostw świata: 1998

Klubowe
- Złoty medal mistrzostw Ukrainy: 1993, 1995, 2005, 2006, 2008, 2009, 2010 z Sokiłem Kijów, 2014 z Kompańjonem Kijów
- Srebrny medal mistrzostw Ukrainy: 1994, 2011, 2012 z Sokiłem Kijów
- Puchar Ukrainy: 2007 z Sokiłem Kijów
- 1/8 finału Mistrzostw Rosji: 2008 z Sokiłem Kijów
- 4. miejsce w Białoruskiej Ekstralidze: 2005 z Sokiłem Kijów
- Grupowy turniej półfinałowy Pucharu Mistrzów IIHF: 1993, 1995 z Sokiłem Kijów
- Runda półfinałowa Pucharu Kontynentalnego: 2004/05, 2006/07 z Sokiłem Kijów
- Złoty medal mistrzostw Rosji: 1997 z Torpedo Jarosław, 2002 z Łokomotiwem Jarosław
- Brązowy medal mistrzostw Rosji: 1998, 1999 z Torpedo Jarosław
- Złoty medal wyższej ligi: 2003 z Torpedo Niżny Nowogród
- Awans do Superligi: 2003 z Torpedo Niżny Nowogród

Indywidualne
- Ekstraliga białoruska 2005/2006:
  - Pierwsze miejsce w klasyfikacji asystentów w sezonie zasadniczym: 44 asysty
  - Pierwsze miejsce w klasyfikacji kanadyjskiej w sezonie zasadniczym: 62 punkty
- Ekstraliga białoruska 2006/2007:
  - Pierwsze miejsce w klasyfikacji asystentów w sezonie zasadniczym: 44 asysty
  - Pierwsze miejsce w klasyfikacji kanadyjskiej w sezonie zasadniczym: 57 punktów
- Mistrzostwa Ukrainy w hokeju na lodzie (2013/2014):
  - Zwycięski gol w piątym meczu finałów Kompańjon - Biłyj Bars (2:1) w dniu 11 marca 2014, przesądzający o mistrzostwie
  - Szóste miejsce w klasyfikacji kanadyjskiej w fazie play-off: 5 punktów[7]

## Odznaczenie
- Order „Za zasługi” II stopnia (2008)[2][8][9]